# Idaea therinaria
Idaea therinaria är en fjärilsart som beskrevs av Fuchs 1904. Idaea therinaria ingår i släktet Idaea och familjen mätare. Inga underarter finns listade i Catalogue of Life.